# Starší platan javorolistý na náměstí Svobody v Opolí
Starší platan javorolistý na náměstí Svobody v Opolí, polsky Starszy Platan klonolistny na Placu Wolności w Opolu, je vzrostlý solitérní a památný strom - platan javorolistý (Platanus × acerifolia, syn. Platanus × hispanica) stojící na horní terase náměstí Svobody (Plac Wolności) ve čtvrti Stare Miasto města Opole v okrese Opole v Opolském vojvodství v jižním Polsku a v Horním Slezsku.

## Další informace
Strom, který má nápadný asymetrickou spodní část kmene s dutinou, byl vyhlášený jako památný v roce 2001. Strom byl vysazen pravděpodobně v letech 1830-1833 během výstavby tehdejší správní budovy kraje Rejencja Opolska. Podle údajů z roku 2001 má kmen ve výčetní výšce obvod 7,58 m. Z důvodu ochrany je kmen oplocen. Vedle se nachází další památný platan Mladší platan javorolistý na náměstí Svobody v Opolí.

## Galerie

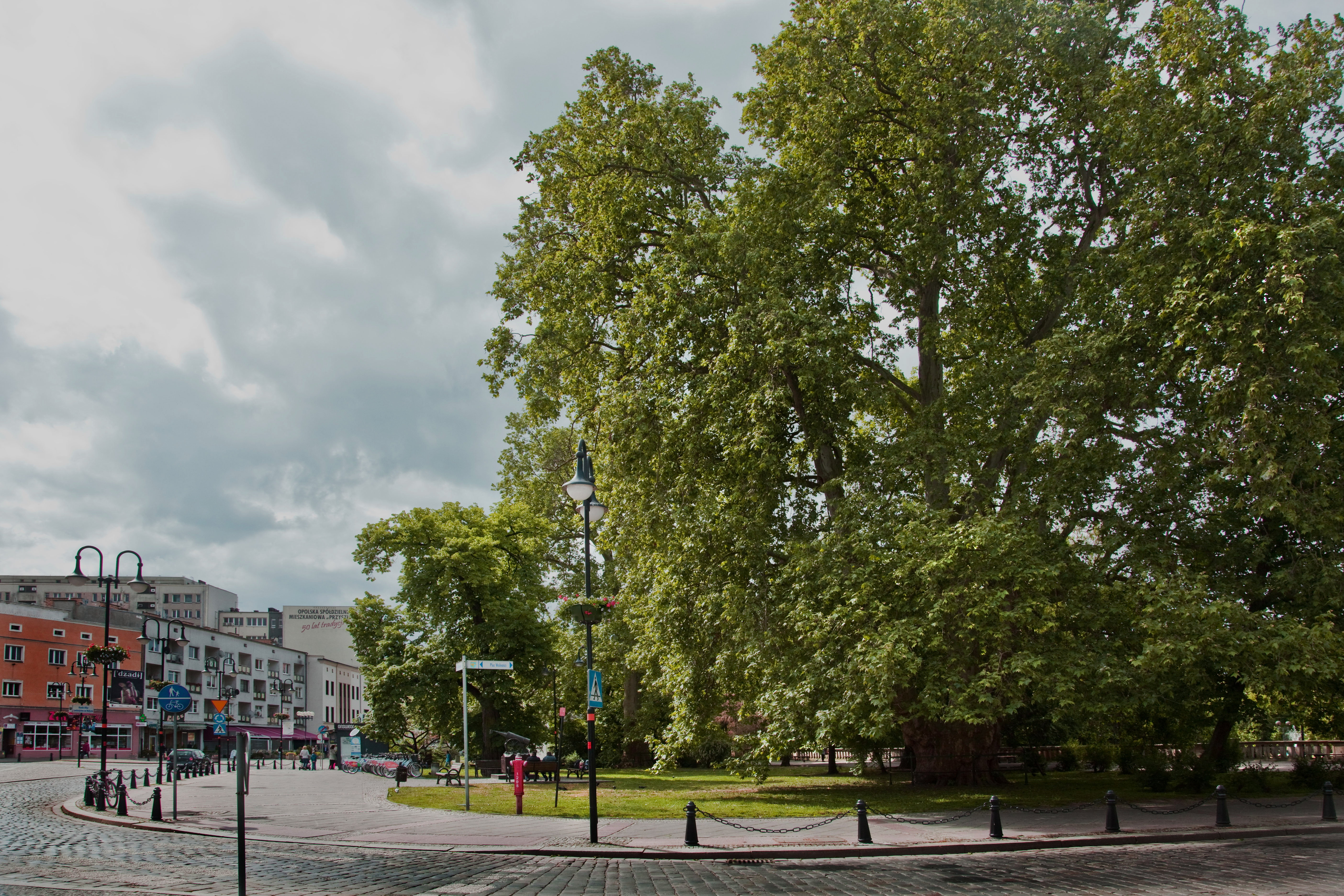
Umístění stromu na náměstí
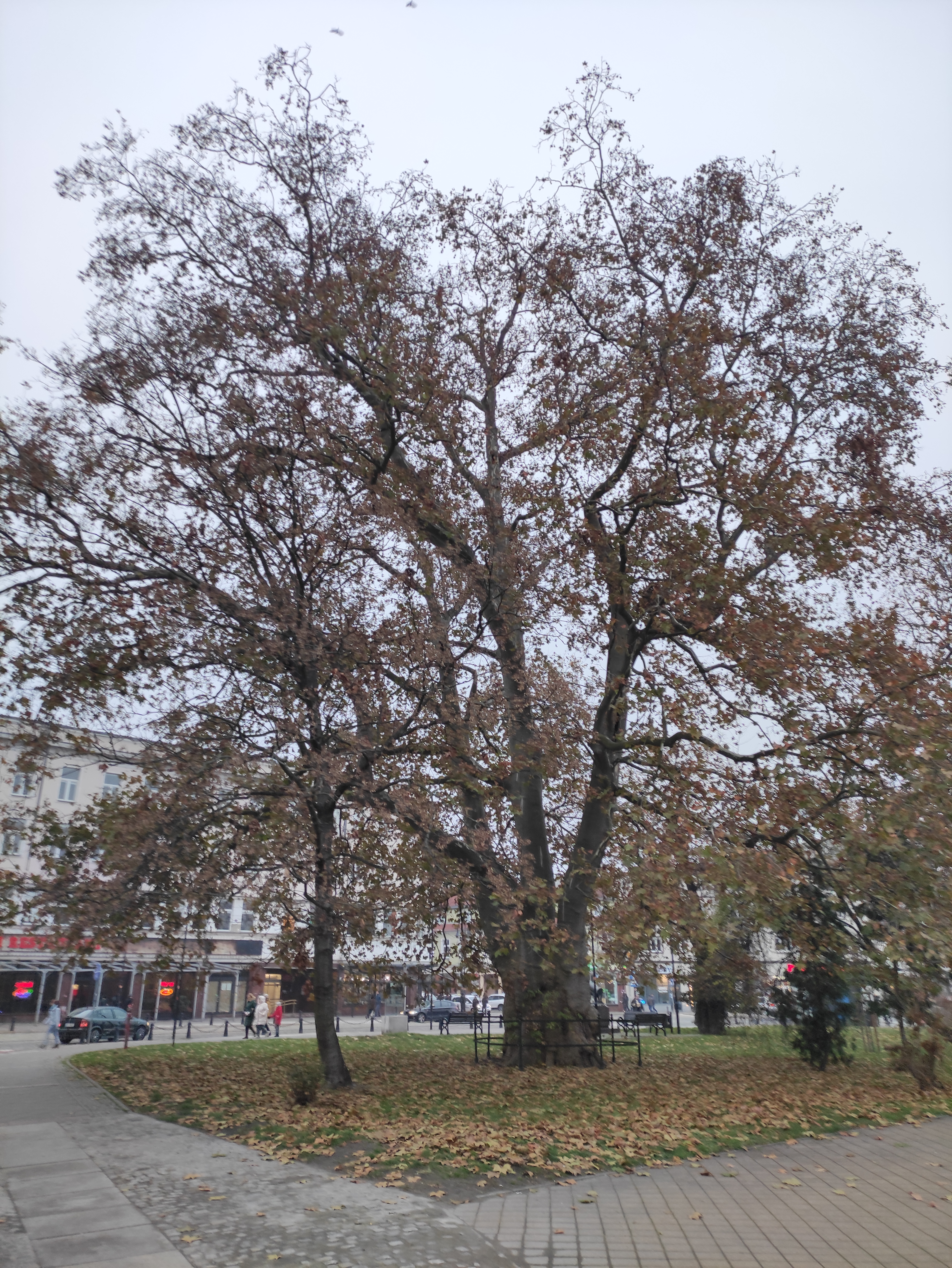
Celkový pohled na strom
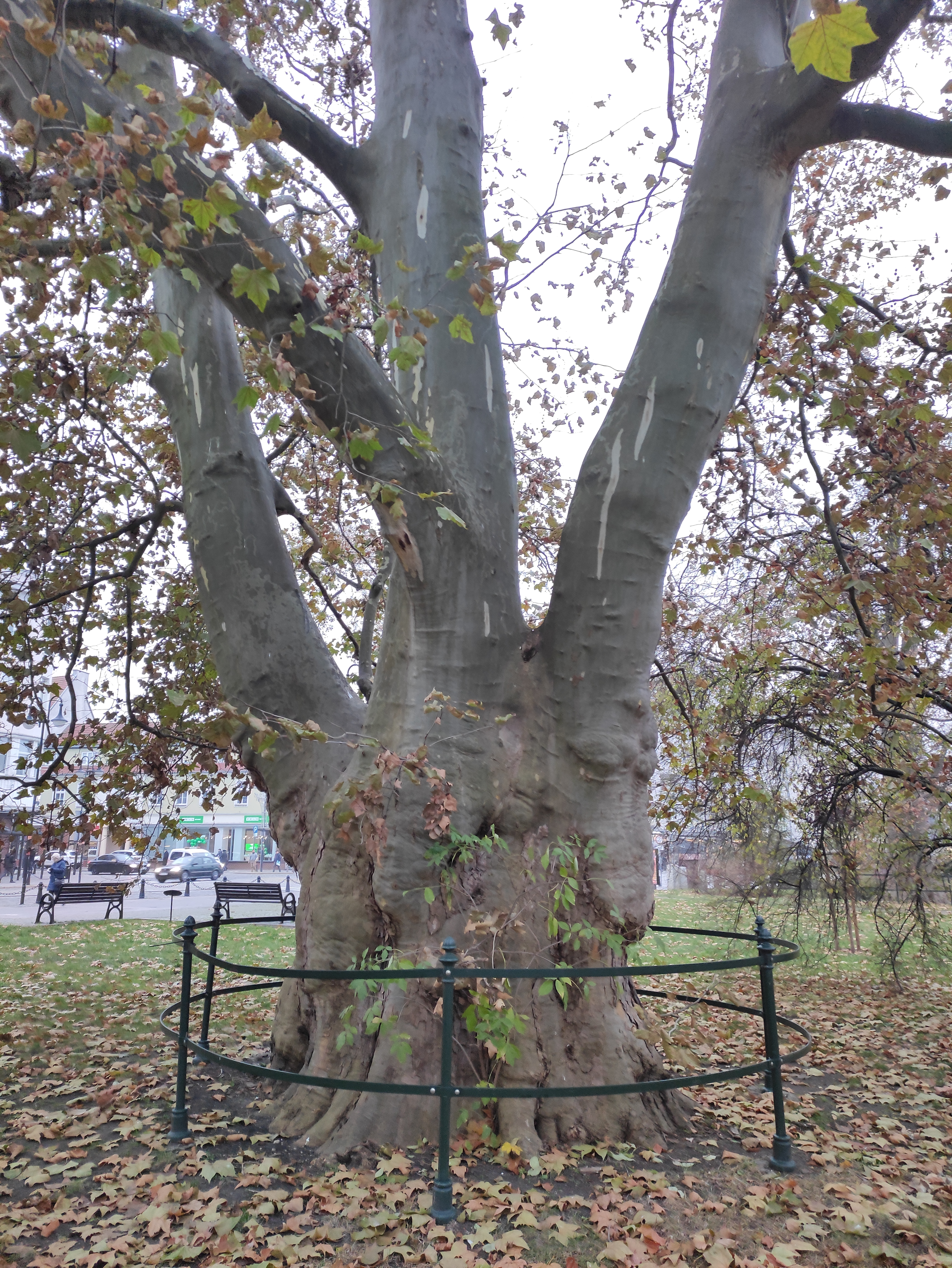
Kmen stromu
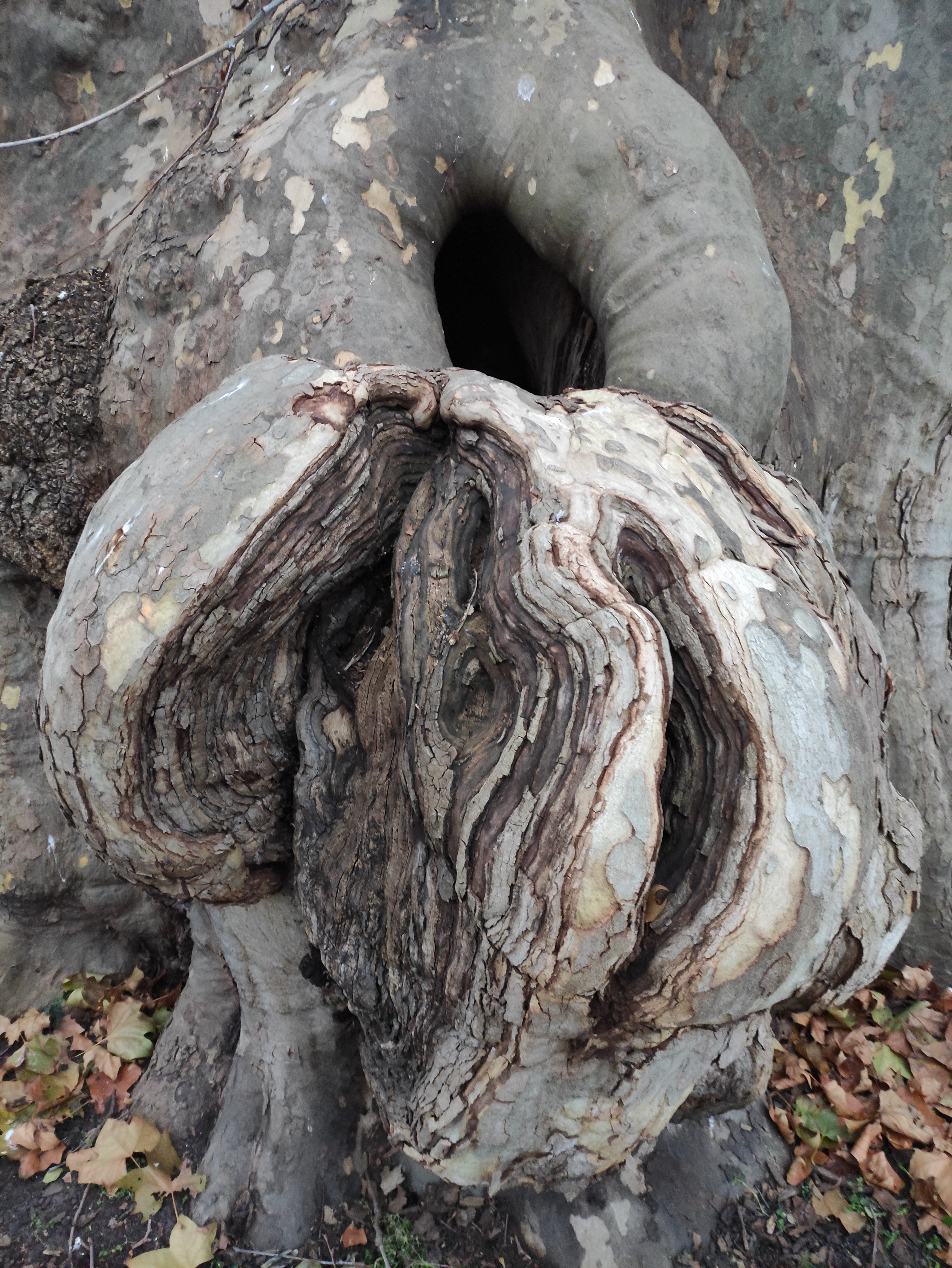
Detail kmene